# Villiers-Charlemagne
Villiers-Charlemagne ist eine französische Gemeinde mit 1.080 Einwohnern (Stand: 1. Januar 2022) im Département Mayenne in der Region Pays de la Loire in Frankreich. Die Gemeinde gehört zum Arrondissement Château-Gontier und zum Kanton Meslay-du-Maine. Die Einwohner der Gemeinde werden Caropolitains genannt.

## Geographie
Villiers-Charlemagne liegt etwa 20 Kilometer südöstlich von Laval am Fluss Mayenne, der die Gemeinde im Westen begrenzt. Umgeben wird Villiers-Charlemagne von den Nachbargemeinden Entrammes und Maisoncelles-du-Maine im Norden, Le Bignon-du-Maine im Nordosten, Ruillé-Froid-Fonds im Osten und Südosten, Fromentières im Süden, La Roche-Neuville mit Saint-Sulpice im Süden und Südwesten, Houssay im Westen sowie Origné im Nordwesten.
Durch die Gemeinde führt die Route nationale 162.

## Einwohnerentwicklung
| Jahr                       | 1962 | 1968 | 1975 | 1982 | 1990 | 1999 | 2006 | 2018 |
| Einwohner                  | 931  | 810  | 713  | 698  | 761  | 859  | 997  | 1104 |
| Quellen: Cassini und INSEE |      |      |      |      |      |      |      |      |

## Sehenswürdigkeiten

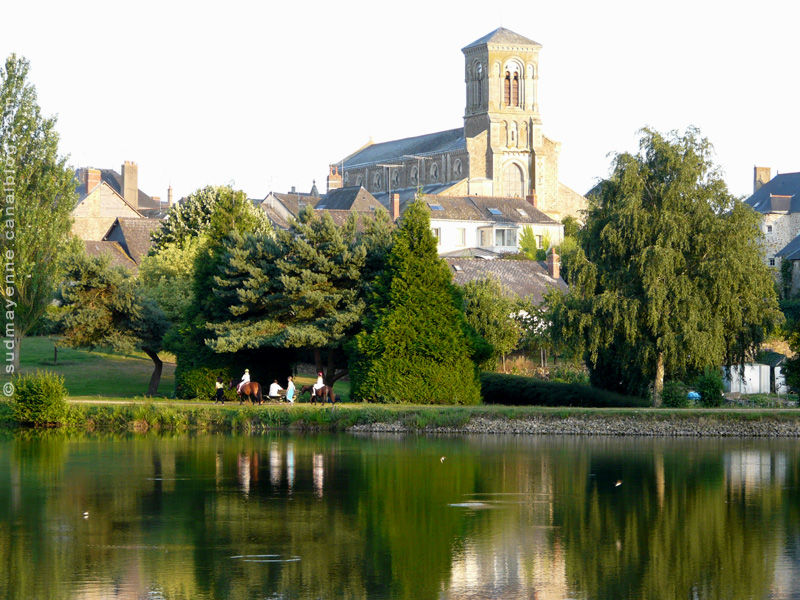
Kirche Saint-Martin

- Kirche Saint-Martin